# Јужна Остроботнија
Јужна Остроботнија (фин. Etelä-Pohjanmaa, швед. Södra Österbotten) је округ у Финској, у западном делу државе. Седиште округа је град Сејнејоки.

## Положај округа
Округ Јужна Остроботнија се налази у западном делу Финске. Њега окружују:
- са севера: Округ Средишња Остроботнија,
- са истока: Округ Средишња Финска,
- са југа: Округ Пирканска земља,
- са југозапада: Округ Сатакунта,
- са запада: Округ Остроботнија.

## Природне одлике
Рељеф: Округ припада историјској области Остроботнији, где чини њен најјужнији део. У округу Јужна Остроботнија преовлађују равничарска и бреговита подручја, надморске висине 25-230 м.
Клима у округу Јужна Остроботнија влада оштра Континентална клима.
Воде: Јужна Остроботнија је унутаркопнени округ Финске. Међутим, у оквиру округа постоји низ ледничких језера, од којих је највеће Лапојарви. Најважнија река у округу је Сејнејоки.

## Становништво
По подацима 2011. године у округу Јужна Остроботнија живело је преко 190 хиљаде становника. Од 2000. године број становника у округу стагнира.
Густина насељености у округу је 14 становника/км², што је нешто мање од државног просека (16 ст./км²).
Етнички састав: Финци су до скора били једино становништво округа, али се последњих деценија овде населио и мањи број усељеника.

## Општине и градови
Округ Јужна Остроботнија има 19 општина, од који ниједна не носи звање града. То су:
| - Алавус - Алајерви - Вимпели - Евијерви - Ехтери - Илмајоки - Исојоки | - Јаласјерви - Каријоки - Каухава - Каухајоки - Куортане - Курика | - Лапајерви - Лапуа - Сејнејоки - Сојни - Теува - Тејсе |

Градска подручја са више од 10 хиљада становника су:
- Сејнејоки - 41.000 становника,
- Лапуа - 10.000 становника.